# Bệnh thần kinh ngoại biên do hóa trị liệu
Bệnh thần kinh ngoại biên do hóa trị liệu (CIPN) là một tình trạng tiến triển, kéo dài và thường không hồi phục được với đau, tê, ngứa ran và nhạy cảm với cảm lạnh ở tay và chân (đôi khi tiến triển đến cánh tay và chân) ảnh hưởng đến khoảng 30% đến 40% bệnh nhân mà phải trải qua hóa trị liệu.

## Triệu chứng
Mặc dù các triệu chứng chủ yếu là cảm giác - đau, ngứa ran, tê và nhạy cảm với nhiệt độ - trong một số trường hợp, dây thần kinh vận động bị ảnh hưởng, và đôi khi, cả hệ thống thần kinh tự chủ cũng bị ảnh hưởng.  CIPN thường tuân theo liều hóa trị đầu tiên và tăng mức độ nghiêm trọng khi điều trị tiếp tục, nhưng sự tiến triển này thường giảm dần khi kết thúc điều trị. Các loại thuốc dựa trên platin là ngoại lệ; với những thuốc này, cảm giác có thể tiếp tục xấu đi trong vài tháng sau khi kết thúc điều trị.  Một số bệnh CIPN dường như không thể đảo ngược.
CIPN phá vỡ các mối quan hệ giải trí, công việc và gia đình, và nỗi đau của chứng CIPN thường đi kèm với giấc ngủ và rối loạn tâm trạng, mệt mỏi và khó khăn về chức năng. Một nghiên cứu của Hiệp hội Ung thư Hoa Kỳ năm 2007 cho thấy hầu hết các bệnh nhân đã không nhớ rằng họ mong đợi CIPN và các bác sĩ theo dõi tình trạng hiếm khi hỏi nó ảnh hưởng đến cuộc sống hàng ngày như thế nào mà tập trung vào các tác động thực tế như nâng cao sự khéo léo và dáng đi.

## Nguyên nhân
Thuốc hóa trị liệu kết hợp với CIPN bao gồm thalidomide, các epothilone như ixabepilone, các vinca alkaloid  vincristin và vinblastine, các taxanes paclitaxel và docetaxel, các chất ức chế proteasome như bortezomib, và các loại thuốc chứa platin như cisplatin, oxaliplatin và carboplatin. Liệu CIPN có phát sinh hay không, và ở mức độ nào, được xác định bởi sự lựa chọn thuốc, thời gian sử dụng, tổng số thuốc sử dụng và liệu bệnh nhân đã bị bệnh thần kinh ngoại biên hay chưa.